# 林華生
林 華生（りむ ほあしん、簡体字: 林 华生、英語: Lim Hua Sing、1946年11月16日 - 2014年4月10日）は日本の経済学者。マレーシアで生まれ育った華人。元早稲田大学国際学術院教授、早稲田大学中華経済研究所所長。

## 経歴
1946年、マレーシアのケラン生まれ。高校卒業後日本に留学し、一橋大学経済学部で学び、卒業。同大学大学院に進んで、1974年に一橋大学大学院経済学研究科修士課程を修了。同年、一橋大学経済研究所客員研究員。その後はイギリスに渡り、1976年1月、ウェストミンスター研究所（ロンドン）講師。1980年にロンドン大学大学院博士課程修了、博士（Ph.D.）号を取得。
1981年1月、シンガポール国立東南アジア研究所フェロー。1984年11月、シンガポール国立大学フェロー。1989年4月、中京大学商学部教授。同大学経営学部教授を経て、1998年4月より早稲田大学大学院アジア太平洋研究科（GSAPS）教授となり、晩年に至る。その間、2004年から2005年にかけてヘルシンキ大学レンヴァル研究所や北京大学国際関係学院で客員教授として招聘され、また、2001年11月以降は早稲田大学中華経済研究所所長も務めた。2014年4月10日、クモ膜下出血のために、自宅のあったシンガポールで死去した。

## 研究内容・業績
アジアの華僑・華人経済や「中華経済圏」に関する見識に優れ、四極（日本、NIEs、ASEAN、中国）経済の競争競合関係や協調協力関係の研究のほかアジア太平洋地域における経済統合の研究に取り組む中、日本企業の海外進出の研究にも関心を注いだ。

## 著書
- 『ASEAN経済の地殻変動──21世紀に向けての局地経済圏の形成』（同文舘出版、1993年）
- "Japan's Role in ASEAN──Issues and Prospects"（Times Academic Press, Singapore 1994年）
- 『日本・ASEAN 共存の構図──脱米入亜時代のために』（文真堂、1995 年）
- 『アジア「四極」経済──ASEAN、NIEs、中国、日本は「共存共創」できるか』（ダイヤモンド社、1995年）
- （黄暁勇等訳）『亜洲四極経済──日本、四小龍、東盟、中国経済発展縦横』（中国語[注釈 2]、経済管理出版社、1997 年）
- （曽剛訳）『日本在亜洲的作用』（中国語、北京大学出版社、2000 年）
- "Japan's Role in Asia （3rd edition）"（Times Academic Press, Singapore, 2001年)
- 『東亜経済圏』（中国語、世界知識出版社、2005 年）
- "Japan & China in East Asia Integration （Fifth edition）"（Institute of Southeast Asian Studies, Singapore, 2008年)
- 『東亜政治経済論』（中国語、世界知識出版社、2011 年）

### 編著
- （浜勝彦・渋谷祐 共編）『アジア経済発展のアキレス腱──資源枯渇と環境破壊』（文真堂、2008 年）
- （浜勝彦・渋谷祐 共編）『日中印の真価を問う──世界経済危機をめぐって』（白帝社、2010年）
- 『転機に立つ中国──経済発展・法整備と日系企業』（蒼蒼社、2011年）
- 『アジア共同体──その構想と課題』（蒼蒼社、2013年）